# Liste des impositions du pallium en 2016

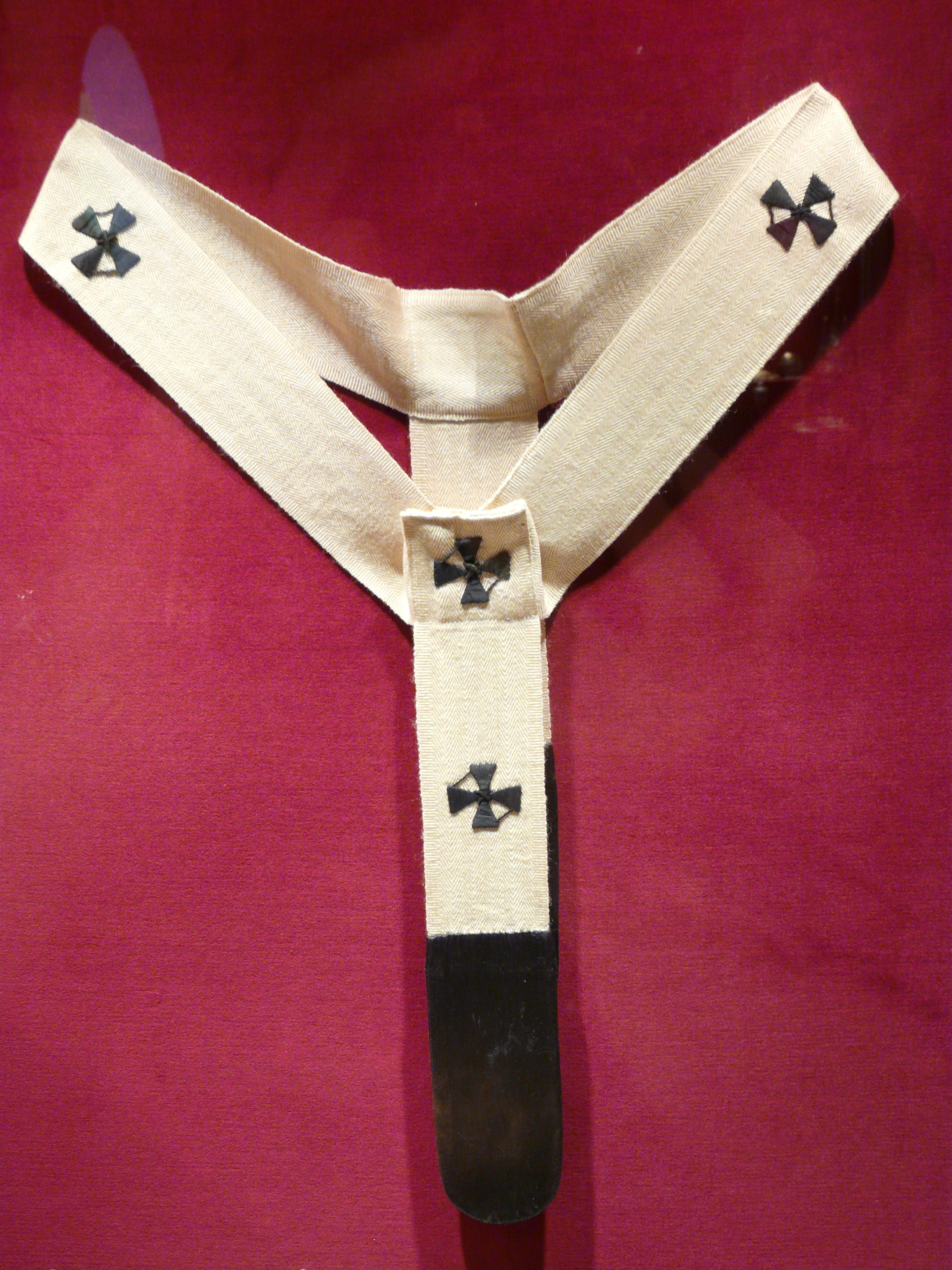
Le pallium moderne

Cette page présente la liste des archevêques métropolitains ayant reçu le pallium en 2016. 
Le pallium est un ornement de laine, signe de communion avec l'évêque de Rome, remis à Rome par le pape aux nouveaux archevêques métropolitains à l'occasion de la solennité des saints Pierre et Paul, le 29 juin suivant leur nomination. 

## Liste des métropolitains ayant reçu le pallium en 2016

### Au cours de la solennité des saints Pierre et Paul à Rome
- Dominique Lebrun, archevêque de Rouen, pallium imposé par Mgr Luigi Ventura le 8 septembre 2016[1]
- Luis Cabrera Herrera, O.F.M. archevêque de Guayaquil
- Salvatore Ligorio archevêque de Potenza-Muro Lucano-Marsico Nuovo
- Roque Paloschi archevêque de Porto Velho
- Matteo Maria Zuppi, archevêque de Bologne, pallium imposé par Mgr Adriano Bernardini le 4 octobre 2016[2]
- Corrado Lorefice archevêque de Palerme, pallium imposé par Mgr Adriano Bernardini le 21 octobre 2016[3]
- Fidel Herráez Vegas (es) archevêque de Burgos
- Juan José Omella archevêque de Barcelone
- Jozef De Kesel archevêque de Malines-Bruxelles
- Lorenzo Piretto, O.P. archevêque d'Izmir
- Zanoni Demettino Castro, archevêque de Feira de Santana
- Rodolfo Luís Weber, archevêque de Passo Fundo
- Lauro Tisi (it), archevêque de Trente
- Felice Accrocca, archevêque de Bénévent
- Darci José Nicioli, C.SS.R. archevêque de Diamantina
- Bernard Anthony Hebda, archevêque de Saint Paul et Minneapolis
- Juan de la Caridad Garcia Rodriguez, archevêque de San Cristóbal de La Havane
- Ruy Rendón Leal, archevêque de Hermosillo
- Kenneth David Oswin Richards, archevêque de Kingston en Jamaïque
- Adam Szal, archevêque de Przemyśl des Latins
- Francisco Moreno Barron, archevêque de Tijuana
- Marcos Aurelio Pérez Caicedo, archevêque de Cuenca
- Christopher Cardone, O.P. archevêque de Honiara
- Basilio Athai, archevêque de Taunggyi
- Roger Houngbédji, O.P. archevêque de Cotonou

### Sources
- (it) « Il libretto della celebrazione  di 29 giugno » [PDF], sur vatican.va